# Tilen Mlakar
Tilen Mlakar, slovenski nogometaš, * 26. april 1995, Postojna.
Mlakar je profesionalni nogometaš, ki igra na položaju vezista. Od leta 2024 je član avstrijskega kluba Parndorf. Ped tem je igral za slovenske klube Zarico Kranj, Koper, Ilirijo, Gorico in Triglav Kranj ter slovaški Sereď. Skupno je v prvi slovenski ligi odigral 107 tekem in dosegel pet golov, v drugi slovenski ligi pa 103 tekme in 13 golov.